# 경상북도의 기념물 (제101호 ~ 제200호)
경상북도 기념물은 지방기념물 중에서 경상북도 내에 있는 문화재를 의미한다. 최고의 문화재로 지정되지 않은 것들 중 패총, 고분, 성지, 궁지 등의 사적지 중 역사적, 학술적 가치가 있는 것, 경승지로서 예술적 기교, 관람 가치가 있는 및 동물, 식물, 광물, 동굴 등에서 학술적인 가치가 있는 것"을 대상으로 경상북도지사가 조례에 따라 지정한다.

## 지정목록

### 제101호 ~ 제200호
| 번호  | 사진 | 명칭                                                                | 소재지                                           | 관리자 (단체)          | 지정일                                                                     | 참조 |
| 101호 |      | 청도명대리사철나무 (淸道明大里사철나무)                             | 경북 청도군 각북면 명대리 31                     | 청도군                 | 1994년 9월 29일 지정, 2008년 7월 30일 해제, 고사로 인한 해제               |      |
| 102호 |      | 수봉정 (秀峯亭)                                                     | 경북 경주시 외동읍 괘릉리                        | 이상열                 | 1995년 1월 14일 지정                                                       |      |
| 103호 |      | 청도읍성 (淸道邑城)                                                 | 경북 청도군 화양읍 교촌리,동삼리,동천리          | 청도군                 | 1995년 1월 14일 지정                                                       |      |
| 104호 |      | 오졸재박한주여표비및비각 (迂拙齋朴漢株閭表碑및碑閣)                 | 경북 청도군 풍각면 차산리 178-1                  | 밀양박씨흑석문중       | 1995년 1월 14일 지정                                                       |      |
| 105호 |      | 독용산성 (禿用山城)                                                 | 경북 성주군 가천면 금봉리 산42-1                 | 성주군                 | 1995년 1월 14일 지정                                                       |      |
| 106호 |      | 안동석수암향나무 (安東石水庵향나무)                                 | 경북 안동시 안기동 276                           | 석수암                 | 1995년 6월 30일 지정                                                       |      |
| 107호 |      | 의성사촌리향나무 (義城沙村里향나무)                                 | 경북 의성군 점곡면 사촌리 205                    | 안동김씨만취당파문중   | 1995년 6월 30일 지정                                                       |      |
| 108호 |      | 청송침류정향나무 (靑松枕流亭향나무)                                 | 경북 청송군 현서면 월정리 264                    | 의성김씨침류정파문중   | 1995년 6월 30일 지정                                                       |      |
| 109호 |      | 청도하평리은행나무 (靑道下平里은행나무)                             | 경북 청도군 매전면 하평리 1323                   | .                      | 1995년 6월 30일 지정                                                       |      |
| 110호 |      | 예천죽림리향나무 (醴泉竹林里香木)                                   | 경북 예천군 용문면 죽림리 166-2                  | 예천권씨문중(권영기)   | 1995년 6월 30일 지정                                                       |      |
| 111호 |      | 예천사부리소나무 (醴泉沙夫里松木)                                   | 경북 예천군 용문면 사부리 817                    | .                      | 1995년 6월 30일 지정                                                       |      |
| 112호 |      | 의성김씨학봉종택 (義城金氏鶴峰宗宅)                                 | 경북 안동시 서후면 금계리 856                    | 김종길                 | 1995년 12월 1일 지정                                                       |      |
| 113호 |      | 상주김준신의사제단비 (尙州金俊臣義士祭壇碑)                         | 경북 상주시 화동면 판곡리 476                    | 청도김씨상주파종중     | 1995년 12월 1일 지정                                                       |      |
| 114호 |      | 동강서원 (東江書院)                                                 | 경북 경주시 강동면 유금리 148-1외 3필            | 손동만,경주손씨문중    | 1996년 1월 20일 지정                                                       |      |
| 115호 |      | 경주손순유허 (慶州孫順遺墟)                                         | 경북 경주시 현곡면 소현리 623                    | 월성손씨세번공파종중   | 1996년 5월 14일 지정                                                       |      |
| 116호 |      | 갈암금양강도지 (葛菴錦陽講道址)                                     | 경북 안동시 임하면 금소리 502                    | 재령이씨문경공파종중   | 1996년 12월 5일 지정                                                       |      |
| 117호 |      | 해저김건영가옥 (海底金建永家屋)                                     | 경북 봉화군 봉화읍 해저리                        | 김호덕                 | 1996년 12월 5일 지정                                                       |      |
| 118호 |      | 영천약남리회화나무 (永川藥南里회화나무)                             | 경북 영천시 금호읍 약남리 82                     | 영천시외6인            | 1997년 3월 17일 지정                                                       |      |
| 119호 |      | 청도상리돌배나무 (淸道上里돌배나무)                                 | 경북 청도군 청도읍 한재로 470-80                 | 청도김씨종친회외2인    | 1997년 3월 17일 지정                                                       |      |
| 120호 |      | 영일일월지 (迎日日月池)                                             | 경북 포항시 남구 오천읍 용덕리 일원              | 해병대 제9118부대      | 1997년 3월 17일 지정                                                       |      |
| 121호 |      | 상주공검지 (尙州恭儉池)                                             | 경북 상주시 공검면 양정리 199 일원               | 상주시                 | 1997년 3월 17일 지정                                                       |      |
| 122호 |      | 장사진의병장유적 (張士珍義兵將遺蹟)                                 | 경북 군위군 효령면 병수리(故里碑),오천리(忠烈祠) | 류근선                 | 1997년 3월 17일 지정                                                       |      |
| 123호 |      | 경산자인의계정숲 (慶山慈仁의桂亭숲)                                 | 경북 경산시 자인면 서부리 68외 12필지            | 경산시장외7인          | 1997년 12월 1일 지정                                                       |      |
| 124호 |      | 영해경수당향나무 (寧海慶壽堂향나무)                                 | 경북 영덕군 영해면 월구리 112-1                  | 박응대                 | 1997년 12월 1일 지정                                                       |      |
| 125호 |      | 상주병풍산고분군 (尙州屛風山古墳群)                                 | 경북 상주시 병성동,헌신동 일대                   | 상주시                 | 1998년 4월 13일 지정                                                       |      |
| 126호 |      | 함창오봉산고분군 (咸昌五峰山古墳郡)                                 | 경북 상주시 함창읍 신흥리,이안면 이안리일대      | 상주시                 | 1998년 4월 13일 지정                                                       |      |
| 127호 |      | 상주금흔리이부곡토성 (尙州衾欣里吏部谷土城)                         | 경북 상주시 사벌면 금흔리 일대                   | 상주시                 | 1998년 4월 13일 지정                                                       |      |
| 128호 |      | 의성금성산고분군 (義城金城山古墳群)                                 | 경북 의성군 금성면 대리리,학미리,탑리리일대      | .                      | 1998년 4월 13일 지정, 2020년 4월 1일 해제, 사적 제555호로 승격             |      |
| 129호 |      | 용강서원충열사및14의사묘정비 (龍岡書院忠烈祠및14義士廟庭碑)         | 경북 청도군 이서면 학산리 450                    | .                      | 1998년 8월 3일 지정                                                        |      |
| 130호 |      | 전홍유후설총묘 (傳弘儒侯薛聰墓)                                     | 경북 경주시 보문동 423                           | 경주·순창설씨대종회    | 1999년 3월 11일 지정                                                       |      |
| 131호 |      | 도강서당 (道岡書堂)                                                 | 경북 영주시 부석면 상석리 364-7                  | 김수항                 | 1999년 3월 11일 지정                                                       |      |
| 132호 |      | 김종무충신정려비 (金宗武忠臣旌閭碑)                                 | 경북 구미시 고아읍 원호리 산14                   | .                      | 1999년 8월 9일 지정                                                        |      |
| 133호 |      | 충신의사단비 (충신의사단비)                                         | 경북 상주시 연원동 산140-2                       | 김재궁                 | 1999년 12월 30일 지정                                                      |      |
| 134호 |      | 용산산성 (龍山山城)                                                 | 경북 경산시 용성면 용산리 산15 외                | 경산시                 | 1999년 12월 30일 지정                                                      |      |
| 135호 |      | 문경장수황씨종택의탱자나무                                          | 경북 문경시 산북면 대하리 460-6                  | .                      | 2000년 2월 3일 지정, 2019년 12월 27일 지정 해제, 천연기념물 제558호로 승격 |      |
| 136호 |      | 경산은호리의스토로마톨라이트화석 (慶山隱湖里의스토로마톨라이트화석) | 경북 경산시 하양읍 은호리 346                    | 경산시                 | 2000년 2월 3일 지정                                                        |      |
| 137호 |      | 백하구려 (白下舊廬)                                                 | 경북 안동시 임하면 천전리 257                    | .                      | 2000년 4월 10일 지정                                                       |      |
| 138호 |      | 개암종택 (開巖宗宅)                                                 | 경북 봉화군 봉화읍 해저리 709-1                  | 김중환                 | 2000년 4월 10일 지정                                                       |      |
| 139호 |      | 죽유종택 (竹유宗宅)                                                 | 경북 고령군 쌍림면 송림리 96-2 외                | .                      | 2001년 8월 20일 지정                                                       |      |
| 140호 |      | 상주조공제 (尙州趙公堤)                                             | 경북 상주시 복룡동 504-1외 1필지                 | 상주시                 | 2002년 7월 15일 지정                                                       | ,    |
| 141호 |      | 상주승곡리추원당 (尙州升谷里追遠堂)                                 | 경북 상주시 낙동면 승곡리 237                    | 상주시                 | 2002년 10월 14일 지정                                                      |      |
| 142호 |      | 영양돈간재및주사 (英陽敦艮齋및廚舍)                                 | 경북 영양군 청기면 청기리 663                    | 김정시                 | 2003년 4월 17일 지정                                                       |      |
| 143호 |      | 가야산산성 (伽倻山山城)                                             | 경북 성주군 수륜면 백운리 산56-2                 | .                      | 2003년 5월 22일 지정                                                       |      |
| 144호 |      | 고천서원 (古川書院)                                                 | 경북 영천시 임고면 고천리 245 외                 | .                      | 2003년 8월 14일 지정                                                       |      |
| 145호 |      | 성주옥성리의열각 (星州玉星里義烈閣)                                 | 경북 성주군 대기면 옥성리 산72-3                 | 이기창                 | 2003년 8월 14일 지정                                                       |      |
| 146호 |      | 역동서원 (易東書院)                                                 | 경북 안동시 송천동 388-2                         | .                      | 2003년 9월 22일 지정                                                       |      |
| 147호 |      | 상주낙화담소나무 (상주낙화담소나무)                                 | 경북 상주시 화동면 판곡리 477                    | 김재궁                 | 2004년 4월 8일 지정                                                        |      |
| 148호 |      | 박열의사생가지 (朴烈義士生家址)                                     | 경북 문경시 마성면 오천리 98                     | .                      | 2004년 6월 28일 지정                                                       |      |
| 149호 |      | 포항화진리해당화군락 (浦項화진리해당화群落)                         | 경북 포항시 북구 송라면 화진리 89번지 외 2필지   | 권인범, 송성옥         | 2004년 12월 6일 지정, 2008년 7월 30일 해제, 훼손으로 인한 가치 상실        |      |
| 150호 |      | 안동위리의나무화석 (安東渭里의나무化石)                             | 경북 안동시 임동면 위리 산74-4                   | 안동시                 | 2004년 12월 6일 지정                                                       |      |
| 151호 |      | 울진주인리의황금소나무 (蔚珍周仁里의黃金소나무)                     | 경북 울진군 북면 주인3길 412-5옆(주인리 산136)   | 남해련                 | 2004년 12월 6일 지정                                                       |      |
| 152호 |      | 영천청제 (永川菁堤)                                                 | 경북 영천시 금호읍 구암리 437-1,437-4            | 국(농수산부)           | 2005년 3월 14일 지정                                                       |      |
| 153호 |      | 의병장신태식생가지 (義兵將申泰植生家址)                             | 경북 문경시                                      | 신동춘,신현배          | 2005년 3월 14일 지정                                                       |      |
| 154호 |      | 울진죽변등대 (蔚珍竹邊燈臺)                                         | 경북 울진군 죽변면 등대길 52(죽변리 1-23)        | 포항지방해양항만청     | 2005년 9월 25일 지정                                                       |      |
| 155호 |      | 안동장태사공성곡재사 (安東張太師公城谷齋舍)                         | 경북 안동시 서후면 성곡리 551                    | 안동장태상공대종회     | 2005년 12월 26일 지정                                                      |      |
| 156호 |      | 임란의병한천전승첩지 (壬亂義兵 漢川戰勝捷址)                        | 경북 영천시 화남면 삼창리 36외3                  | 국유 (영천시)          | 2006년 2월 16일 지정                                                       | ,    |
| 157호 |      | 봉화사동추원재 (奉化沙洞追遠齋)                                     | 경북 봉화군 봉화읍 유곡리 1242                   | 안동권씨 충정공 문중   | 2006년 9월 14일 지정                                                       |      |
| 158호 |      | 구미용수암 (龜尾龍首巖)                                             | 경북 구미시 산동면 성수리 산48-3                 | 밀양박씨 용암공파 종중 | 2006년 9월 14일 지정                                                       |      |
| 159호 |      | 순흥의연리지송 (順興의連理枝松)                                     | 경북 영주시 순흥면 읍내리 314-3                  | 영주시                 | 2007년 1월 8일 지정                                                        |      |
| 160호 |      | 섬계서원 (剡溪書院)                                                 | 경북 김천시                                      | 김녕김씨 충의공파      | 2007년 12월 28일 지정                                                      |      |
| 161호 |      | 청도탁영종택 (淸道濯纓宗宅)                                         | 경북 청도군 화양읍 토평리 145-1                  | 김상인                 | 2008년 2월 18일 지정                                                       |      |
| 162호 |      | 성주옥천서원 (星州玉川書院)                                         | 경북 성주군 용암면 대봉5길 33                    | 이상연                 | 2009년 7월 6일 지정                                                        |      |
| 163호 |      | 안동화천서원 (安東花川書院)                                         | 경북 안동시 풍천면 광덕리 16-2                   | 화천서원 운영위원회    | 2009년 11월 23일 지정                                                      |      |
| 164호 |      | 안동임천서원 (安東臨川書院)                                         | 경북 안동시 송현동 740번지                       | 김시인                 | 2010년 3월 11일 지정                                                       |      |
| 165호 |      | 울진대풍헌 (蔚珍待風軒)                                             | 경북 울진군 기성면 구산봉산로 105-2(구산리 202)  | 울진군                 | 2010년 3월 11일 지정                                                       |      |
| 166호 |      | 영주이산서원 (榮州伊山書院)                                         | 경북 영주시 이산면 내림리 25                     | 영주시                 | 2010년 3월 11일 지정                                                       |      |
| 167호 |      | 김천유성리소나무 (김천유성리소나무)                                 | 경북 김천시 증산면 유성리 278-6                  | 김천시                 | 2010년 4월 19일 지정                                                       |      |
| 168호 |      | 한강 무흘강도지 (寒岡 武屹講道址)                                   | 경북 김천시 증산면 평촌리 670                    | 청주정씨문목공파종중   | 2011년 12월 22일 지정                                                      |      |
| 169호 |      | 성주동원리반송과도래솔군락 (성주동원리반송과도래솔군락)             | 경북 성주군 가천면 동원리 945번지, 산13-1번지    | 성산이씨죽곡파종중     | 2012년 4월 9일 지정                                                        |      |
| 170호 |      | 안동정재종택 (安東定齋宗宅)                                         | 경북 안동시 임동면 수곡리 1037-3                 | 류성호                 | 2012년 10월 22일 지정                                                      |      |
| 171호 |      | 성주백인당향나무 (성주백인당향나무)                                 | 경북 성주군 월항면 안포1길 36-1                  | 경산이씨 백인당 종중   | 2015년 7월 6일 지정                                                        |      |
| 172호 |      | 영주의산서원 (榮州義山書院)                                         | 경북 영주시 장수면 갈산리 875번지 외             | 경주이씨 성오당문중    | 2016년 3월 17일 지정                                                       |      |
| 173호 |      | 예천문효세자태실 (醴泉文孝世子胎室)                                 | 경북 예천군 용문면 내지리 산82                   | 용문사                 | 2016년 4월 28일 지정                                                       | ,    |
| 174호 |      | 예천폐비윤씨태실 (醴泉廢妃尹氏胎室)                                 | 경북 예천군 용문면 내지리 산82                   | 용문사                 | 2016년 4월 28일 지정                                                       | ,    |
| 175호 |      | 안동청성서원 (安東靑城書院)                                         | 경북 안동시 풍산읍 막곡리 159                    | 권오상                 | 2017년 5월 15일 지정                                                       | ,    |
| 176호 |      | 봉화청량정사 (奉化淸凉精舍)                                         | 경북 봉화군 명호면 청량산길 199-134              | 진성이씨 상계파문중    | 2017년 5월 15일 지정                                                       | ,    |
| 177호 |      | 경주부관아건물 (慶州府官衙建物)                                     | 경북 경주시 동부동 195 외3                       | 기획재정부             | 2020년 2월 14일 지정                                                       | ,    |
| 178호 |      | 봉화녹동리사와직방당 (奉化鹿洞里社와直方塘)                         | 경북 봉화군 봉화읍 유록안길 10 외3               | 배기면                 | 2020년 2월 14일 지정                                                       | ,    |

## 참고 자료
- 경북도보

1. ↑  구대선 (2007년 11월 6일). “간곳없는 ‘해당화 군락지’”. 《한겨레》. 2022년 1월 28일에 확인함.